# Scopula atramentaria
Scopula atramentaria là một loài bướm đêm trong họ Geometridae.